# 2297 Дагестан
2297 Дагестан је астероид главног астероидног појаса. Приближан пречник астероида је 25,80 ,
а средња удаљеност астероида од Сунца износи 3,162 астрономских јединица (АЈ).
Инклинација (нагиб) орбите у односу на раван еклиптике је 1,606 степени, а орбитални период износи 2054,650 дана (5,625 година). Ексцентрицитет орбите астероида износи 0,133.
Апсолутна магнитуда астероида износи 11,00 а геометријски албедо 0,105.
Астероид је откривен 1. септембра 1978. године.